# Memetik
Memetik är "studiet av idéers utveckling och funktion sett ur ett selektionistiskt (evolutionsteoretiskt) perspektiv". Memetiken utgår från begreppet mem. Memetiken är dock en självständig forskningsinriktning som är mindre sociobiologisk än membegreppet såsom Dawkins ser det. Mem används ofta som begrepp i exempelvis forskning om samevolution mellan gener och mem. Memetik som term används i allmänhet om den typ av forskning som analyserar mem (kulturgener) helt utan anknytning till gener och biologi. Men för att förstå memetiken måste man alltså först förstå membegreppet.

## Memen
Memet som term och begrepp skapades av Richard Dawkins 1976 i boken Den själviska genen (The Selfish Gene, speciellt kapitlet 11), samt vidareutvecklades i The Extended Phenotype. The Gene as the Unit of Selection (speciellt kapitlet 6). Memet definieras inte strikt i Den själviska genen, utan är ett exempel på en annan replikator än genen. Som Dawkins skriver i Den själviska genen (s. 192 i den engelska upplagan): 
[...] all life evolves by the differential survival of replicating entities. The gene, the DNA molecule, happens to be the replicating entity that prevails on our own planet. There may be others. [...] I think that a new kind of replicator has recently emerged on this very planet.
Därefter anger han denna nya enhet med namnet "mem" (eng. meme). Exempel han ger är "toner, idéer, catch phrases, kläder, mode, sätt att göra krukor eller bågar på".
Dawkins blandar i denna uppräkning mentala begrepp, artefakter och utövade färdigheter. Det innebär att mem får en mycket vid tolkning i denna ursprungliga definition. Det är en av orsakerna till den senare begreppsdiskussionen om vad ett mem egentligen är och hur begreppet skall kunna utvecklas. 
I The Extended Phenotype definierar Dawkins memet (s. 290) som 
A unit of cultural inheritance, hypothesized as analogous to the particulate gene, and as naturally selected by virtue of its 'phenotypic' consequences on its own survival and replication in the cultural environment.
I senare forskning har man på olika sätt försökt specificera memet och utveckla begreppet. Hans-Cees Speel har exempelvis myntat begreppet memplex om mem-komplex av typen kunskapen att producera mjukvara och liknande mycket komplexa förmågor. Även frånvaron av distinktionen genotyp-fenotyp inom memforskningen har orsakat debatt. Därmed förlorar man också anknytningen till det Dawkins kallar "replikatorer" (som både går att använda om gener och mem) kontra "överlevnadsmaskiner" (vilket bara syftar på de organismer som gener ger upphov till, men som inte enligt Dawkins finns motsvarighet till för memen).

## Memetiken
I 1989 års upplaga av The Selfish Gene anger Dawkins i en fotnot att han inkluderade memet som exempel på en annan replikator än genen därför att han ville påvisa den generella evolutionära logiken, snarare än fokusera enbart på genen. Han skriver också att han inte är säker på att den mänskliga kulturen verkligen har allt som behövs för en darwinistisk evolution, och att han inte hade för avsikt att formulera en övergripande teori om mänsklig kultur (1989: 322-3). Ändå hade han sått ett memetiskt frö som därefter kommit att leva ett eget liv som just pretendent på att vara en ny "övergripande teori för mänsklig kultur". 
Memetiken bygger alltså egentligen inte på termen mem som den definieras utan på den evolutionära logik som Dawkins beskriver med hjälp av termer som "replikator." Det har den gemensamt med flera andra evolutionära kulturteoriansatser som inte anser begreppet mem nödvändigt, eller som skapats före Dawkins bok. Memetiken bryter alltså med Dawkins arv på det sätt att den anser memet vara en minsta gemensam selektionsenhet i en kulturell evolution som är analyserbar helt fristående från de biologiska värdar i vars hjärnor och handlingar de uttrycks. Dawkins är alltså socio-biolog (betonar samevolutionen mellan biologi och kultur), medan memetikerna oftast inte är det, utan analyserar kultur separat från den biologiska världen. I The Extended Phenotype anger han till exempel att:
Memes may partially blend with each other in a way genes do not. New ‘mutations’ may be ‘directed’ rather than random with respect to evolutionary trends. The equivalent of Weismannism is less rigid for memes than for genes: there may be ‘Lamarckian’ causal arrows leading from phenotype to replicator, as well as the other way around (Dawkins 1982, p. 112)
Dawkins öppnar således upp för en kulturell "lamarckisk" teori när det gäller memen. Många memetiker har vägrat detta och håller sig till den ursprungliga tanken i The Selfish Gene, dvs. att memet är en darwinistiskt evolverande replikator. För en grundlig genomgång av denna tematik, se Distins The Selfish Meme.
Memetiken är i denna darwinistiska och icke socio-biologiska bemärkelse representerad av antal forskare, företrädesvis på det vetenskapsteoretiska området: Campbell 1965, Cloak 1976, Dawkins 1976 and 1982, Langton 1979, Hull 1982, Matthews 1984, Dennett 1991, 1996, Mokyr 1991, Lynch 1996, Plotkin 1994, Distin 2005. Men även empirisk memetik förekommer, dock mer sparsamt.

## Memetik i Sverige
I Sverige har exempelvis statsvetaren Mikael Sandberg (statsvetare) ägnat sin forskning åt teoriutveckling och empirisk analys i memetiken anda. I monografin Green Post-Communism? Environmental aid, Polish innovation and evolutionary political economics (Routledge, London  1999) anger han huvuddragen i en evolutionär politisk ekonomi om innovation, vilken utnyttjas i analysen av hur det post-kommuistiska Polen tillägnade sig miljötekniskt bistånd före sitt EU-inträde. Ansatsen utvecklas ytterligare i den vetenskapliga essän "De politiska och ekonomiska uttrycksarternas uppkomst genom institutionell selektion: några steg mot en evolutionär politisk ekonomi" (Statsvetenskaplig tidskrift, 103, 2: 115-148). Sandbergs memetik ("innovations-darwinism") vidareutvecklas ytterligare i den empirisk analysen i "IT-spridningen i svenska organisationer ur institutionellt-evolutionärt perspektiv: resultat från en web-survey 1999" (Ekonomiska Samfundets Tidskrift, 1: 25-38). En kraftigt omarbetad och vidareutvecklad version är artikeln “The Evolution of IT Innovations in Swedish Organizations: A Darwinian Critique of ‘Lamarckian’ Institutional Economics” (Journal of Evolutionary Economics, on-line 2006, i tryck 2007). I den anges i detalj hur en memetisk kulturteori kan formuleras på ett sätt som både är tillämpbart på social- och samhällsvetenskapen områden generellt och inom innovations- eller förändringsforskningen speciellt. Ansatsen används i analysen av insamlade data om svenska myndigheters och börsnoterade företags introduktion av olika informationsteknologier under senare hälften av 1990-talet. I artikeln kritiseras även flera ansatser som av företrädare själva presenterats som "lamarckiska", inklusive nobelpristagaren Douglass Norths institutionella teori.
Sandberg har tillämpat sin memetiskt influerade ansats även inom statsvetenskapens kärnområden, såsom studiet av demokratins framväxt, socialt kapital, politisk kultur, värderingar, mm. I monografin Social Capital and Democratisation. Roots of Trust in Post-Communist Poland and Ukraine, tillsammans med Martin Åberg (Ashgate 2003), anger han nya implikationer för en tillämpning av memetisk analys på institutionell förändring. I kapitel 1 definieras en "Memetic Institutionalism", en memetisk institutionell teori, i polemik mot de lamarckiska och statiska perspektiven på institutioner (politiska och ekonomiska "spelregler", men även etablerade politiska och ekonomiska aktörers beteenden). 
Ytterligare en tillämpning av en memetisk institutionell teori återfinns i Sandbergs (2003), ”Hur växer demokratin fram? Dynamisk (evolutionär) komparation och några metodtest på europeiska regimdata” (Statsvetenskaplig tidskrift, vol. 106, pp. 281–320). I den används bl.a. mjukvara för molekylärgenetisk härstamningsanalys på tidsseriedata om institutioner i Europas stater sedan 1800. Därmed är artikeln en polemik med den statiskt orienterade jämförande analysen som är dominerande inom traditionell statsvetenskap. I den populärvetenskapligt orienterade essän ”Hybridvetenskap och innovation: något för statsvetenskapen?” (Bokkapitel i Tvärvetenskap: Fält, perspektiv, metod, Fredrik Sunnemark och Martin Åberg (red.), Studentlitteratur (2004), ss. 59-84) ges en översikt över vad en memetisk statsvetenskap skulle kunna tillföra i relation till den traditionella, icke-evolutionära.